# Central High School (Détroit)
Central High School, anciennement Central Collegiate Academy et initialement nommée Central High School, est la plus ancienne école secondaire publique de Détroit, dans le Michigan.